# 伯德特鎮區 (阿肯色州密西西比縣)
伯德特鎮區（英語：Burdette Township）是位於美國阿肯色州密西西比縣的一個行政鎮區。

## 地方資料
伯德特鎮區的面積為50.99平方千米，當中陸地面積為50.99平方千米，而水域面積為0.00平方千米。根據2010年美國人口普查的數據，當地共有人口302人，而人口密度為每平方千米5.92人。